# Роман Дж. Ісраель, есквайр
Роман Дж. Ісраель, есквайр — американська юридична драма 2017 року, написана та зрежисована Деном Ґілройєм. У фільмі зіграли Дензел Вашингтон і Колін Фаррелл. Він розповідає про життя захисника громадянських прав і адвоката (Вашингтон), який опиняється в серії бурхливих подій, що призводять до особистої кризи та неминучості згубних подій.
Проєкт був анонсований 25 серпня 2016 року як наступна режисерська робота Ґілроя під назвою «Inner City», але він був перейменований 22 червня 2017 року. Основні зйомки почалися в березні 2017 року і проходили в Лос-Анджелесі та Санта-Кларіті, Каліфорнія.
Роман Дж. Ісраель, есквайр. Прем'єра відбулася на Міжнародному кінофестивалі в Торонто 2017 року 9 вересня 2017 року, а кінотеатральний прокат у Сполучених Штатах втілився компанією Sony Pictures Releasing 17 листопада 2017 року. Фільм зібрав лише 13 мільйонів доларів проти свого бюджету в 22 мільйони і отримав неоднозначні відгуки критиків щодо темпу та сюжету, але було схвалено роботу Вашингтона. За свою гру Вашингтон був номінований на премію «Оскар», «Золотий глобус» і премію Гільдії кіноакторів.

## Сюжет
Роман Дж. Ісраель — юрист, який заробляє 500 доларів на тиждень у невеликій юридичній фірмі в Лос-Анджелесі. У своєму офісі, який складається з двох партнерів, Роман відповідає за підготовку записів, часто зосереджуючись на цивільних правах підсудних, тоді як Вільям Джексон, засновник фірми та шанований професор, зосереджується на відвідуванні зали суду, яких Роман намагається уникати. Роман витратив роки на розробку висновку, що, на його думку, приведе до реформування несправедливого використання угод у системі правосуддя з метою спонукання до визнання провини. Незважаючи на брак соціальних навичок, Роман обдарований феноменальною пам'яттю, а також сильними особистими переконаннями, що він переслідує, жертвуючи сімейними чи дружніми стосунками.
У Джексона стався смертельний серцевий напад. Фірма розорилася і буде закрита, а справи віддають колишньому студенту Джексона, Джорджу Пірсу. Пірс, який дуже захоплювався Джексоном і вражений юридичним розумом Романа, пропонує йому роботу у власній великій фірмі. Роман спочатку відкидає цю пропозицію, вважаючи, що Пірс просто жадібний адвокат. Між тим, намагаючись знайти роботу, Роман знайомиться з Майєю під час співбесіди в місцевій організації активістів. Інтерв'ю проходить невдало, але Майя просить його виступити на майбутній зустрічі з організації протесту. Невдалі пошуки роботи, змушують Романа погодитись на пропозицію Пірса.
Роман погано працює у своїй новій фірмі, сварячись зі старшим партнером Джессі Салінасом через жарт Салінаса про побитих жінок. Після спроби зацікавити Пірса своїм проєктом, Роман розчарований тим, що йому доручають працювати з клієнтами. Одним із таких клієнтів є Дерелл Еллербі, молодий чоловік, заарештований за вбивство, який каже Роману, що готовий розкрити місцеперебування справжнього стрільця, Картера «Сі Джей» Джонсона, і свідчитиме проти нього. Роман, за спиною Пірса, намагається домовитися про угоду визнання провини з окружним прокурором. Прокурор відхиляє його пропозицію Романа та кидає трубку після того, як той образив її непривабливу зустрічну пропозицію. Як наслідок, Еллербі також відмовляють у захисній опіці, про яку він благав у в'язниці, і його вбивають як донощика.
Того ж вечора Пірс лає Романа за неправильне поводження зі справою Еллербі, а потім його грабує бездомний, якому він намагався допомогти. Він стає пригніченим і цинічним, незаконно використовуючи інформацію, отриману від Еллербі, щоб анонімно отримати винагороду в 100 000 доларів за визначення місцезнаходження Джонсона. Роман вдається до розкоші, якої раніше уникав. Пірс просить вибачення у Романа за те, що раніше його вилаяв і за те, що він змусив його вийти з тіні, визнавши, що він процвітає, працюючи за лаштунками, як це робив у своїй старій фірмі. Майя дзвонить Роману, щоб запросити його на побачення, де вона ділиться деякими своїми труднощами з ідеалізмом і дякує Роману за те, що надихнув її. Пірс запрошує Романа на змагання з баскетболу до розкішної ложі, де він ділиться деякими своїми великими планами щодо їхнього майбутнього у фірмі.
Пірс дзвонить Роману, щоб зустрітися з новим клієнтом, заарештованим за вбивство. Перед зустріччю Пірс відновлює попередню розмову, заявляючи, що відданість Романа справедливості зворушила його, і що він реорганізовує фірму, щоб взятися за безкоштовні справи, якими займається Роман. Пірс пропонує попрацювати з Романом над його завданням. Романа, все ще трохи пригніченого, ці події не зворушують. Вони заходять до клієнта, яким виявляється Джонсон. Зустрівши Романа у в'язниці, Джонсон звинувачує його в розголошенні конфіденційних повідомлень клієнта, з метою отримання винагороди, і вирішує мучити Романа погрозою ув'язнення або смерті. Роман зривається, визнаючи власні дії протиправними. Відмовившись від свого миттєвого проступку, Роман йде додому і повертає винагороду з запискою, в якій вибачається за те, що її взагалі взяв. Він примиряється з Майєю та Пірсом і намагається спонукати їх домагатися свого внутрішнього почуття справедливості. Він каже Пірсу, що здасться поліції за скоєний злочин. По дорозі до станції Романа вбиває один із поплічників Джонсона.
З часом показано, що Майя відродилася у своїх активістських зусиллях, тоді як Пірс подає довідку Романа, із зазначенням їх імен, з наміром продовжувати зусилля щодо реформування системи правосуддя.

## Актори
| Актор              | Роль              |
| ------------------ | ----------------- |
| Дензел Вашингтон   | Роман Дж. Ісраель |
| Колін Фаррелл      | Джордж Пірс       |
| Кармен Іджого      | Мая Алстон        |
| Шеллі Генніґ       | Олівія Рід        |
| Лінда Граватт      | Верніта Увелс     |
| Аманда Уоррен      | Лін Джексон       |
| Х'юго Армстронг    | Фріц Молінар      |
| Сем Гілрой         | Конор Новік       |
| Тоні Плана         | Джессі Салінас    |
| ДеРон Хортон       | Деррел Еллербі    |
| Амарі Читом        | Картер Джонсон    |
| Назнін Контрактор  | Меліна Назур      |
| Джозеф Девід-Джонс | Маркус Джонс      |
| Генрі Г. Сандерс   | пастор Джек       |
| Ендрю Тінпо Лі     | Джеймс Лі         |